# Campeonato Mundial de Atletismo de 2019 - 100 m feminino
A competição dos 100 metros feminino no Campeonato Mundial de Atletismo de 2019 foi realizada no Estádio Internacional Khalifa, em Doha, no Catar, nos dias 28 e 29 de setembro.

## Recordes
Antes da competição, os recordes eram os seguintes: 
| Recorde mundial                               | Florence Griffith-Joyner (USA) | 10.49 | Indianápolis, Estados Unidos | 16 de julho de 1988    |
| Recorde do campeonato                         | Marion Jones (USA)             | 10.70 | Sevilha, Espanha             | 28 de agosto de 1999   |
| Melhor marca do ano                           | Shelly-Ann Fraser-Pryce (JAM)  | 10.73 | Kingston, Jamaica            | 21 de junho de 2019    |
| Melhor marca do ano                           | Elaine Thompson (JAM)          | 10.73 | Kingston, Jamaica            | 21 de junho de 2019    |
| Recorde africano                              | Murielle Ahouré (CIV)          | 10.78 | Montverde, Estados Unidos    | 11 de junho de 2016    |
| Recorde asiático                              | Li Xuemei (CHN)                | 10.79 | Xangai, China                | 18 de outubro de 1997  |
| Recorde da América do Norte, Central e Caribe | Florence Griffith-Joyner (USA) | 10.49 | Indianápolis, Estados Unidos | 16 de julho de 1988    |
| Recorde sul-americano                         | Rosângela Santos (BRA)         | 10.91 | Londres, Grã Bretanha        | 6 de agosto de 2017    |
| Recorde europeu                               | Christine Arron (FRA)          | 10.73 | Budapeste, Hungria           | 19 de agosto de 1998   |
| Recorde da Oceania                            | Melissa Breen (AUS)            | 11.11 | Camberra, Austrália          | 9 de fevereiro de 2014 |

## Medalhistas
| Ouro                          | Prata                  | Bronze                   |
| Shelly-Ann Fraser-Pryce (JAM) | Dina Asher-Smith (GBR) | Marie-Josée Ta Lou (CIV) |

## Tempo de qualificação
| Tempo de qualificação |
| --------------------- |
| 11.24                 |

## Calendário
| Data                   | Horário | Fase          |
| ---------------------- | ------- | ------------- |
| 28 de setembro de 2019 | 16:340  | Eliminatórias |
| 29 de setembro de 2019 | 21:20   | Semifinais    |
| 29 de setembro de 2019 | 23:20   | Final         |

Todos os horários estão no horário local (UTC+3)

## Resultados

### Eliminatórias
Qualificação: Três primeiros de cada bateria (Q) e os seis melhores tempos (q) das eliminatórias. 
| Pos. | Bateria | Atleta                  | Nacionalidade          | Tempo | Notas            |
| ---- | ------- | ----------------------- | ---------------------- | ----- | ---------------- |
| 1    | 1       | Shelly-Ann Fraser-Pryce | Jamaica                | 10.80 | Q                |
| 2    | 2       | Marie-Josée Ta Lou      | Costa do Marfim        | 10.85 | Q,               |
| 3    | 4       | Dina Asher-Smith        | Grã-Bretanha           | 10.96 | Q                |
| 4    | 1       | Murielle Ahouré         | Costa do Marfim        | 11.05 | Q,               |
| 5    | 2       | Daryll Neita            | Grã-Bretanha           | 11.12 | Q,               |
| 6    | 3       | Elaine Thompson         | Jamaica                | 11.14 | Q                |
| 7    | 5       | Mujinga Kambundji       | Suíça                  | 11.17 | Q                |
| 8    | 6       | Dafne Schippers         | Países Baixos          | 11.17 | Q                |
| 9    | 5       | Liang Xiaojing          | China                  | 11.18 | Q                |
| 10   | 2       | Tatjana Pinto           | Alemanha               | 11.19 | Q                |
| 11   | 4       | English Gardner         | Estados Unidos         | 11.20 | Q                |
| 12   | 6       | Teahna Daniels          | Estados Unidos         | 11.20 | Q                |
| 13   | 4       | Jonielle Smith          | Jamaica                | 11.20 | Q                |
| 14   | 3       | Kelly-Ann Baptiste      | Trinidad e Tobago      | 11.21 | Q                |
| 15   | 3       | Morolake Akinosun       | Estados Unidos         | 11.23 | Q                |
| 16   | 4       | Tynia Gaither           | Bahamas                | 11.24 | q                |
| 17   | 6       | Gina Bass               | Gâmbia                 | 11.25 | Q                |
| 18   | 2       | Wei Yongli              | China                  | 11.28 | q                |
| 19   | 3       | Ge Manqi                | China                  | 11.28 | q                |
| 20   | 1       | Gina Lückenkemper       | Alemanha               | 11.29 | Q                |
| 21   | 1       | Ewa Swoboda             | Polónia                | 11.29 | q                |
| 22   | 5       | Tori Bowie              | Estados Unidos         | 11.30 | Q                |
| 23   | 2       | Crystal Emmanuel        | Canadá                 | 11.30 | q                |
| 24   | 6       | Imani-Lara Lansiquot    | Grã-Bretanha           | 11.31 | q                |
| 25   | 4       | Maja Mihalinec          | Eslovênia              | 11.32 |                  |
| 26   | 6       | Rosângela Santos        | Brasil                 | 11.32 |                  |
| 27   | 3       | Orlann Ombissa-Dzangue  | França                 | 11.34 |                  |
| 28   | 3       | Asha Philip             | Grã-Bretanha           | 11.35 |                  |
| 29   | 6       | Ajla Del Ponte          | Suíça                  | 11.36 |                  |
| 30   | 1       | Diana Vaisman           | Israel                 | 11.39 |                  |
| 31   | 6       | Olga Safronova          | Cazaquistão            | 11.40 |                  |
| 32   | 5       | Ángela Tenorio          | Equador                | 11.40 |                  |
| 33   | 5       | Vitória Cristina Rosa   | Brasil                 | 11.41 |                  |
| 34   | 1       | Tebogo Mamathu          | África do Sul          | 11.42 |                  |
| 35   | 2       | Marije van Hunenstijn   | Países Baixos          | 11.48 |                  |
| 36   | 4       | Salomé Kora             | Suíça                  | 11.48 |                  |
| 37   | 3       | Dutee Chand             | Índia                  | 11.48 |                  |
| 38   | 4       | Lorène Bazolo           | Portugal               | 11.51 |                  |
| 39   | 5       | Zoe Hobbs               | Nova Zelândia          | 11.58 |                  |
| 40   | 5       | Hellen Makumba          | Zâmbia                 | 11.73 |                  |
| 41   | 2       | Inna Eftimova           | Bulgária               | 11.79 |                  |
| 42   | 1       | Andrea Purica           | Venezuela              | 11.96 |                  |
| 43   | 6       | Loi Im Lan              | Macau                  | 12.10 |                  |
| 44   | 2       | Gorete Semedo           | São Tomé e Príncipe    | 12.17 |                  |
| 45   | 4       | Charlotte Afriat        | Mónaco                 | 12.67 |                  |
| 46   | 1       | Sarswati Chaudhary      | Nepal                  | 12.72 | Recorde nacional |
| 47   | 3       | Zarinae Sapong          | Marianas Setentrionais | 13.14 |                  |
| 48   | 5       | Blessing Okagbare       | Nigéria                | DNS   | DNS              |

### Semifinais
Qualificação: Dois primeiros de cada bateria (Q) e os dois melhores tempos (q) das semifinais. 
| Pos. | Bateria | Atleta                  | Nacionalidade     | Tempo | Notas                |
| ---- | ------- | ----------------------- | ----------------- | ----- | -------------------- |
| 1    | 3       | Shelly-Ann Fraser-Pryce | Jamaica           | 10.81 | Q                    |
| 2    | 2       | Dina Asher-Smith        | Grã-Bretanha      | 10.87 | Q,                   |
| 3    | 1       | Marie-Josée Ta Lou      | Costa do Marfim   | 10.87 | Q                    |
| 4    | 1       | Elaine Thompson         | Jamaica           | 11.00 | Q                    |
| 5    | 3       | Murielle Ahouré         | Costa do Marfim   | 11.05 | Q,                   |
| 6    | 2       | Jonielle Smith          | Jamaica           | 11.06 | Q                    |
| 7    | 3       | Dafne Schippers         | Países Baixos     | 11.07 | q                    |
| 8    | 1       | Teahna Daniels          | Estados Unidos    | 11.10 | q                    |
| 9    | 2       | Mujinga Kambundji       | Suíça             | 11.10 |                      |
| 10   | 2       | Morolake Akinosun       | Estados Unidos    | 11.17 | Recorde da temporada |
| 11   | 1       | Daryll Neita            | Grã-Bretanha      | 11.18 |                      |
| 12   | 3       | Kelly-Ann Baptiste      | Trinidad e Tobago | 11.19 |                      |
| 13   | 1       | Tynia Gaither           | Bahamas           | 11.20 |                      |
| 13   | 2       | Liang Xiaojing          | China             | 11.20 |                      |
| 15   | 1       | Gina Bass               | Gâmbia            | 11.24 |                      |
| 16   | 2       | Ewa Swoboda             | Polónia           | 11.27 |                      |
| 17   | 1       | Wei Yongli              | China             | 11.28 |                      |
| 18   | 3       | Tatjana Pinto           | Alemanha          | 11.29 |                      |
| 19   | 2       | Crystal Emmanuel        | Canadá            | 11.29 |                      |
| 20   | 1       | Gina Lückenkemper       | Alemanha          | 11.30 |                      |
| 21   | 3       | Ge Manqi                | China             | 11.31 |                      |
| 22   | 3       | Imani-Lara Lansiquot    | Grã-Bretanha      | 11.35 |                      |
| 23   | 2       | English Gardner         | Estados Unidos    | DNF   |                      |
| 24   | 3       | Tori Bowie              | Estados Unidos    | DNS   |                      |

### Final
A final ocorreu dia 29 de setembro às 23:20. 
| Pos.              | Raia | Atleta                  | Nacionalidade   | Tempo | Notas                |
| ----------------- | ---- | ----------------------- | --------------- | ----- | -------------------- |
| Medalha de ouro   | 6    | Shelly-Ann Fraser-Pryce | Jamaica         | 10.71 | Melhor marca do ano  |
| Medalha de prata  | 7    | Dina Asher-Smith        | Grã-Bretanha    | 10.83 | Recorde nacional     |
| Medalha de bronze | 4    | Marie-Josée Ta Lou      | Costa do Marfim | 10.90 |                      |
| 4                 | 5    | Elaine Thompson         | Jamaica         | 10.93 |                      |
| 5                 | 8    | Murielle Ahouré         | Costa do Marfim | 11.02 | Recorde da temporada |
| 6                 | 9    | Jonielle Smith          | Jamaica         | 11.06 |                      |
| 7                 | 3    | Teahna Daniels          | Estados Unidos  | 11.19 |                      |
| 8                 | 2    | Dafne Schippers         | Países Baixos   | DNS   |                      |

Legenda
| Recorde mundial       | Recorde mundial (World record)               |                       | Recorde africano                      | Recorde africano (African) |                                           | Q | Classificado por posição (Qualified) |
| Recorde do campeonato | Recorde do campeonato (Championship record)  | Recorde da América    | Recorde da América (Americas)         | q                          | Classificado por melhor tempo (Qualified) |   |                                      |
| Melhor marca do ano   | Melhor marca do ano (World leading)          | Recorde asiático      | Recorde asiático (Asian)              | DNS                        | Não largou (Did not start)                |   |                                      |
| Recorde nacional      | Recorde nacional (National record)           | Recorde europeu       | Recorde europeu (European)            | DNF                        | Não terminou (Did not finish)             |   |                                      |
| Recorde pessoal       | Recorde pessoal do atleta (Personal best)    | Recorde da Oceania    | Recorde da Oceania (Oceania)          | DSQ / DQ                   | Desclassificado (Disqualified)            |   |                                      |
| Recorde da temporada  | Recorde da temporada do atleta (Season best) | Recorde sul-americano | Recorde sul-americano (South America) | NM                         | Sem marca (No mark)                       |   |                                      |